# 发动机控制器
发动机控制器（英語：Engine control unit，縮寫：ECU）是一种控制内燃机各个部分运作的电子装置。最简单的ECU只控制每个引擎周期的注油量。在现代汽车上配备的更高级的发动机控制器还控制点火时间、可变阀门时间（VVT）、涡轮增压器维持的推进级别（配备涡轮增压的汽车）和其他外围设备。
发动机控制器通过传感器监控引擎来决定注油量、点火时间和其他参数。这些包括：MAP传感器、节流阀位置传感器、气温传感器、氧气传感器和很多其他传感器。一般这都是用控制系統（如PID控制器）。
在发动机控制器出现前，大多数引擎参数都是固定的，每个引擎周期每个气缸的注油量是由化油器或注油泵来决定的。

## 工作原理

### 空燃比控制
混合气的空燃比对于发动机的动力性、经济性与排放性能有着至关重要的作用。在化油器式发动机中，由多个系统和装置来满足各种工况下的空燃比需求，然而，采用机械的方法，很难做到及时而精确的空燃比控制。
在大部分现代发动机中，都会采用电控燃油喷射技术，发动机控制器通过一系列传感器取得的读数来决定燃油的喷射量：
- 空气流量传感器（英语：Mass airflow sensor）将吸入的空气量转换成电信号送给发动机控制器，这是决定喷油量的重要信号之一。
- 总管绝对压力传感器（英语：MAP sensor）测量驾驶员踩下油门踏板时的节气门开度以决定发动机的输出功率。
- 发动机转速传感器用来测量发动机的转速，以确定基本喷油量和基本点火提前角。
- 曲轴位置传感器用来确定相对于每缸压缩上止点的喷油定时和点火定时，在顺序喷射发动机上还需要有判缸信号。
- 氧传感器用来测量发动机排出废气中的氧含量，是通过闭环控制空燃比的重要信号。

### 点火时间控制
每个ECU里都会录入一个类似SPM（spark advance map）的数据表，当传感器监测到engine speed和intake manifold absolute pressure后会得到相应的需要提前点火的量，通过提前点火让气缸内的燃料充分燃烧。

### 零配件ECU制造商
- Adaptronic
- AEM
- Apex'i
- ATP Electronics
- Autronic
- Bowling & Grippo (Makers of MegaSquirt open source ECU)
- DTA Competition Engine Management Systems
- Electromotive TEC³r and TECgt
- EMS Aftermarket Engine Management
- FAAR Industry
- Haltech Engine Management Systems
- Hondata
- Link ElectroSystems
- Microtech
- Motec
- Performance Electronics, Ltd.
- Perfect Power
- Simple Digital Systems
- Tatech
- JAM

### 开源发动机管理系统
- CarDAQ-plus J2534 pass-thru hardware device
- MegaSquirt

### DIY发动机管理系统
- VEMS group